# آدم وونغ
آدم وونغ هو لاعب جمباز فني كندي، ولد في 29 مارس 1985 في كالغاري في كندا.
شارك كممثل لكندا في الألعاب الأولمبية الصيفية لعام 2004 في أثينا باليونان وفي الألعاب الأولمبية الصيفية لعام 2008 في بكين ، الصين.

## وصلات خارجية
- آدم وونغ على موقع الاتحاد الدولي للجمباز (biography) (الإنجليزية)
- آدم وونغ على موقع اللجنة الأولمبية الدولية (الإنجليزية)
- آدم وونغ على موقع أوليمبيديا (الإنجليزية)
- آدم وونغ على موقع اللجنة الأولمبية الكندية (الإنجليزية)